# Calle de Atocha

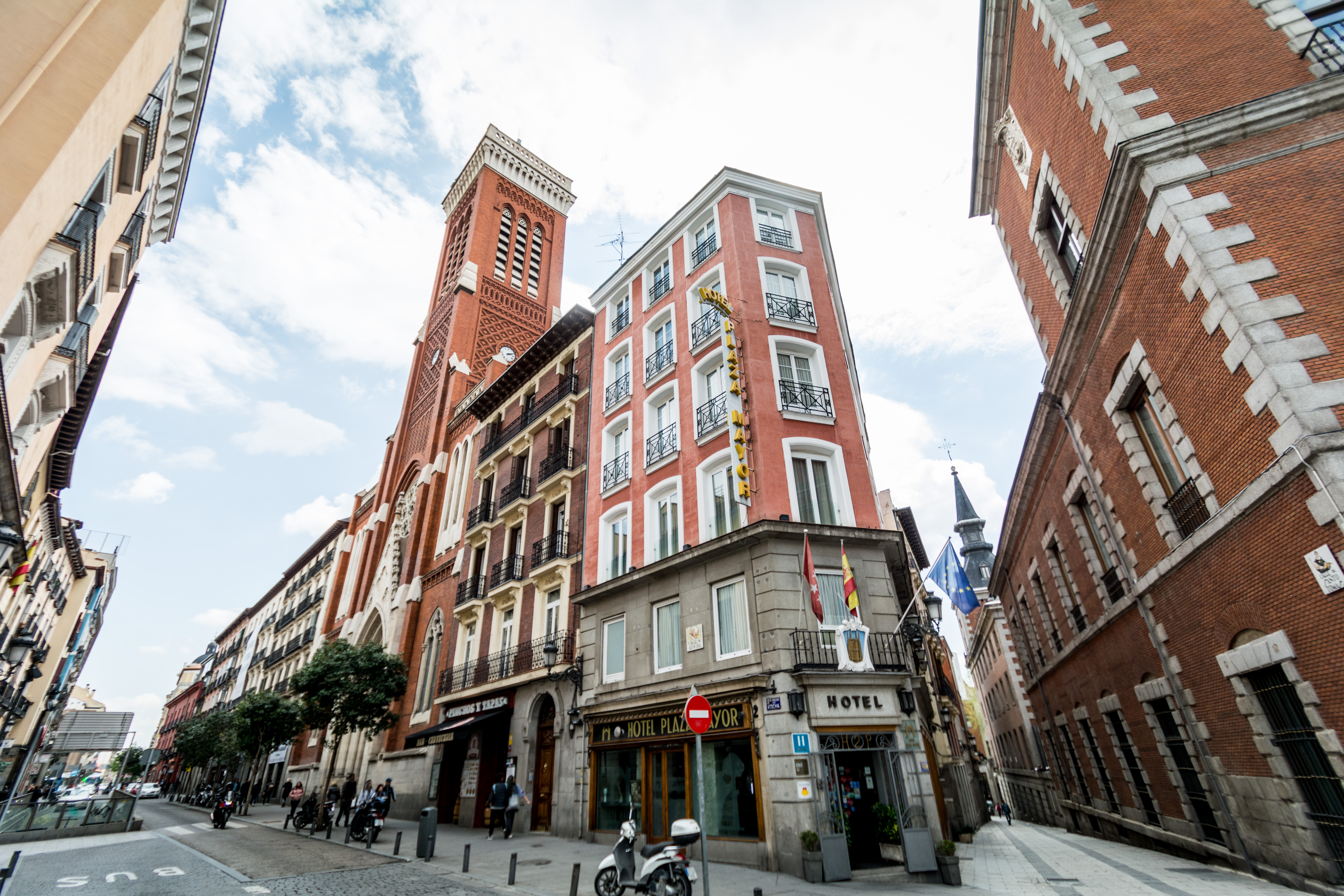
Comienzo de la calle en la plaza de Santa Cruz cercano a la plaza Mayor.

La calle de Atocha es una vía de Madrid. Discurre entre la plaza de la Provincia (adyacente a la plaza Mayor) y el paseo del Prado, junto a la plaza del Emperador Carlos V (conocida popularmente como glorieta de Atocha). Desde finales del siglo XIX, se hizo muy popular al comunicar el centro de la ciudad con la estación de ferrocarril.  

## Historia

### Origen del nombre
El nombre de la calle proviene del camino, que antaño entre espartos, olivares y cañizares, llevaba a la antigua ermita de la Virgen de Atocha. El camino se encontraba en la época de los Austrias rodeado a ambos lados de numerosos hospitales, casas de recogida, ermitas, humilladeros y conventos. 

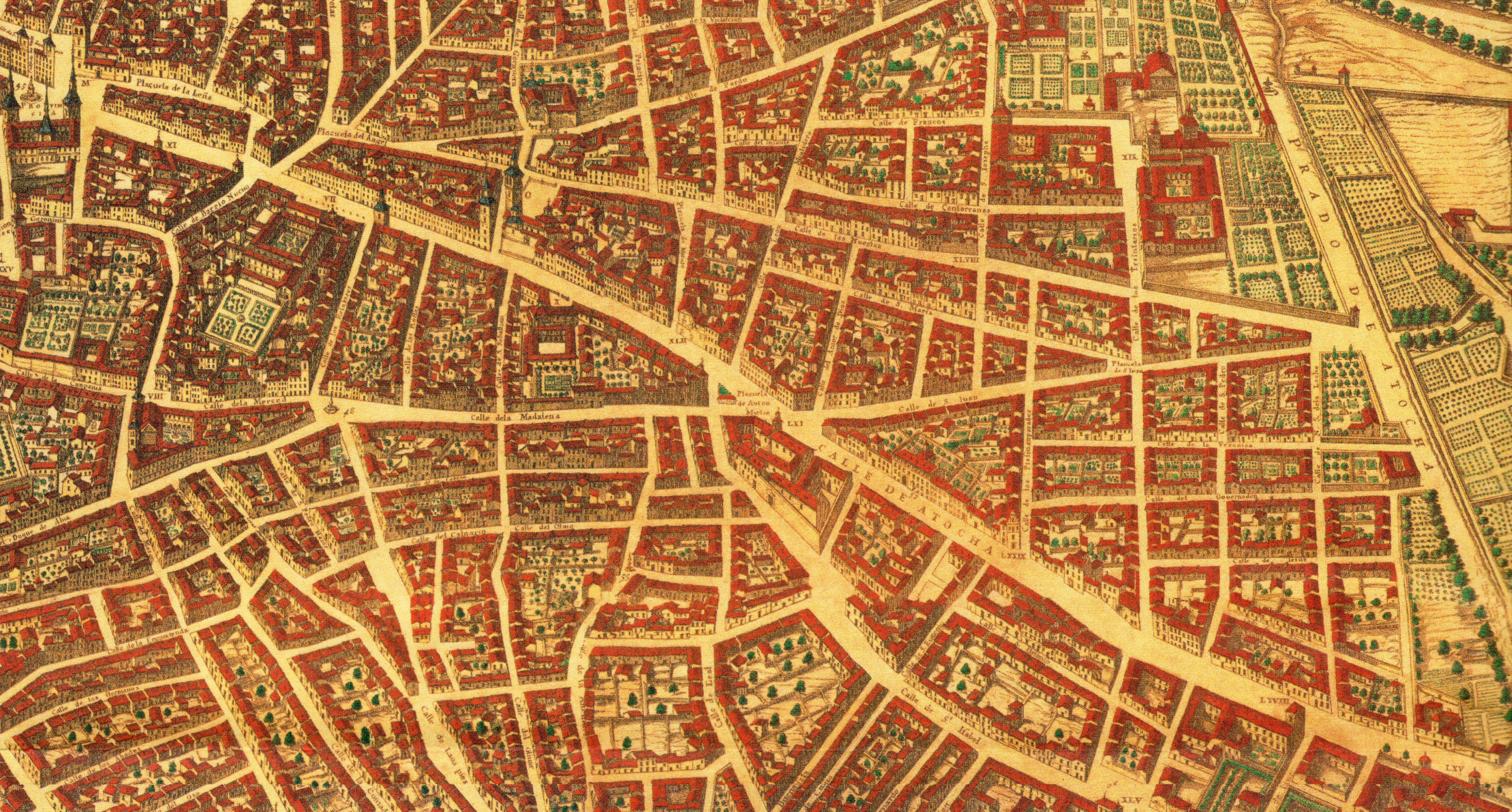
Calle de Atocha en el plano de Teixeira, 1656.

Ya en la Edad Media se podía acceder a la ciudad de Madrid desde el poblado de Vallecas por un camino que finalizaba en la plaza del Arrabal (actual plaza Mayor) ubicada a orillas de la muralla de Madrid. Este camino era muy transitado debido a las frecuentes romerías a la ermita de la Virgen de Atocha, fruto de la gran devoción del pueblo madrileño a la Virgen de Atocha. En los siglos XVI y XVII el camino se encontraba rodeado de conventos, asilos, y hospitales. El Emperador Carlos V fue el primer monarca que comenzó a poblar el arrabal de Santa Cruz que se prolongaría desde la plaza de Santa Cruz hasta la puerta de Vallecas (ubicada en la actual plaza de Antón Martín). Sin embargo, la calle de Atocha no aparece en los planos topográficos de la ciudad hasta mediados del siglo XVII: como es el caso del plano de Teixeira. Durante el reinado de Felipe IV se registraron los paseos que daba su mujer visitando a caballo las ermitas de la zona.

### El arrabal de la Santa Cruz

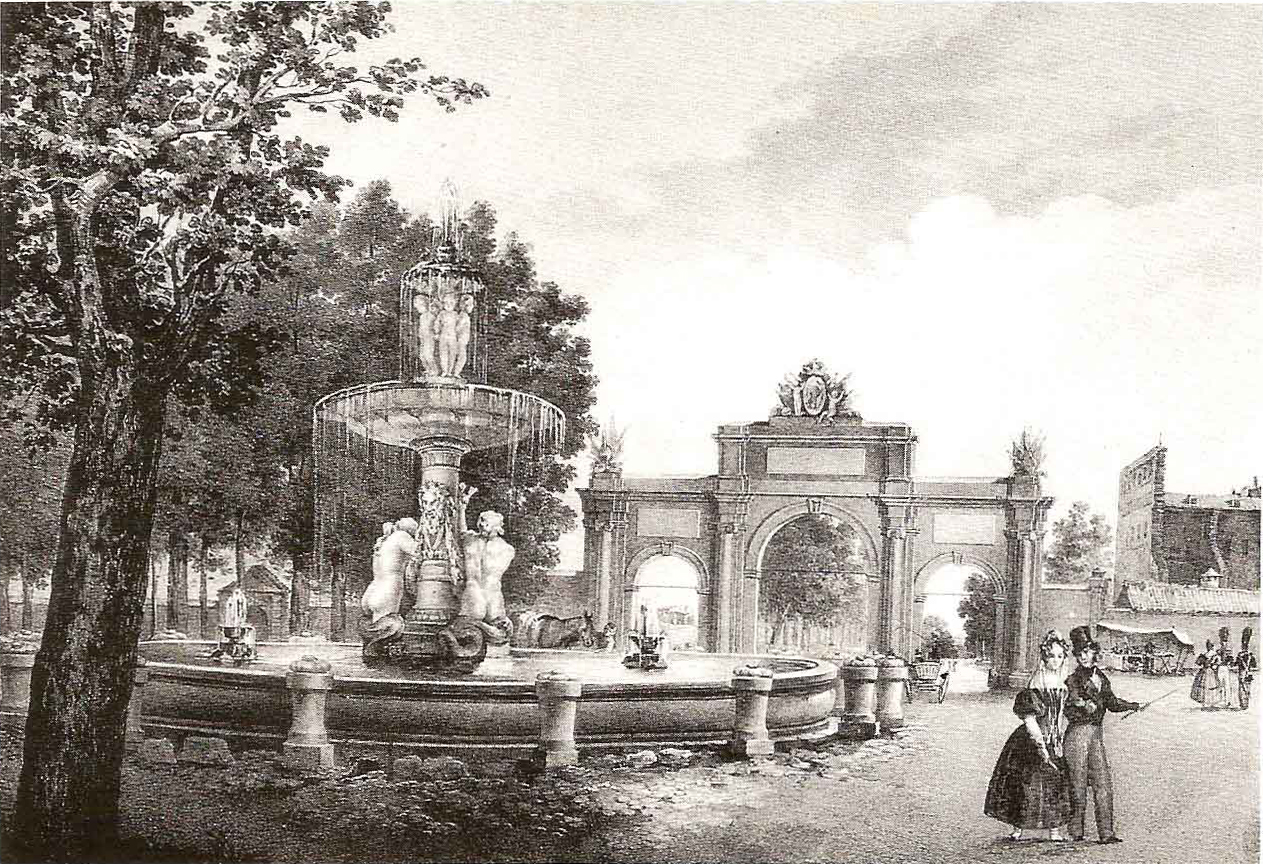
Vista de la antigua Puerta de Atocha con la fuente que se halla en sus inmediaciones en el paseo del Prado. Grabado de Vicente Camarón (Museo Municipal de Madrid).

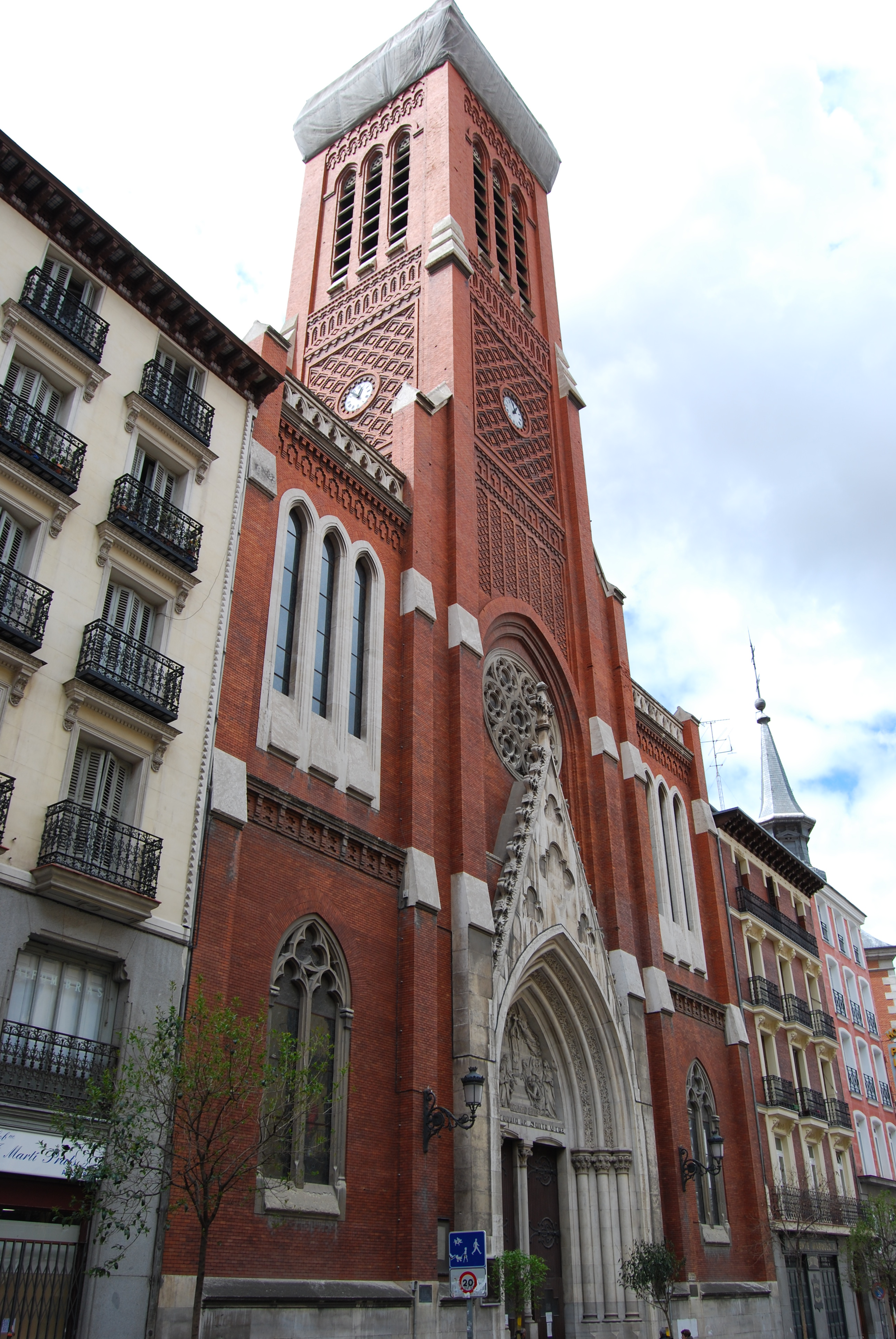
La iglesia de Santa Cruz constituía el inicio del camino de Vallecas.

La parroquia de Santa Cruz se construyó a orillas de una laguna que posteriormente fue desecada, y su área fue empleada para celebrar mercados (es la actual plaza Mayor). Esta laguna y la parroquia quedaban fuera de la muralla. Las primeras casas en torno a la parroquia se construyeron en el siglo XV gracias a las cesiones de solares que hace el municipio (además de provisiones reales concedidas por Carlos V) a los que quisieran habitar la zona. Por este tiempo la calle era un camino que salía por la ciudad (que alcanzaba su límite en la plaza de Santa Cruz, y que posteriormente el siglo XVI llega a la plaza de Antón Martín) con dirección a Vallecas. La ciudad se iba poblando, y el crecimiento de número de viviendas en él se vertebraba a lo largo del camino extendiéndose a sus alrededores: se trataba del arrabal de la Santa Cruz. El capellán y limosnero mayor del rey Felipe II Luis Manrique de Lara, con el objetivo de poder acoger a aquellas mujeres que quisieran cambiar de vida (denominado por esta razón también como Recogidas), construyó en 1579, a la altura del número 30, el convento de la Magdalena. El convento fue derribado en 1836. El colegio y convento de Santo Tomás (denominado de Atocha y ubicado en la manzana 159) fue un edificio religioso fundado por Fray Diego de Chaves en 1583 y perteneciente a los padres dominicos. Dos hospitales se crearon en la calle en 1657: el Hospital de la Pasión (dedicado a mujeres enfermas) y el de Monserrat (fundado por la corona de Aragón). En 1586 se estableció en la calle la imprenta de Juan de la Cuesta (junto al Asilo de Niños Desamparados).
Con el mandato de Felipe II se estableció la Corte en la ciudad. La administración de la ciudad hizo que la continua expansión demográfica se constriñese, conteniendo la población dentro de unos ciertos límites. Felipe II dictó algunas provisiones reales a este respecto y financió la creación de hospitales como el de la Anunciación. Se estableció una frontera que correría paralela por la actual calle de la Magdalena hasta encontrarse en la puerta de Vallecas (en la plaza de Antón Martín) donde se encontraba, ya a las afueras, el Hospital de San Juan de Dios. La puerta que se denominaba de Vallecas pronto tendría que desplazarse a una posición más alejada del centro de la parroquia de Santa Cruz, en el arroyo de Nuestra Señora de Atocha: se creaba así la primera puerta de Atocha. Es a partir del siglo XVI cuando se hace referencia a esta puerta en los documentos oficiales del municipio. El convento de Nuestra Señora de Atocha fue fundado extramuros, muy alejado, en el año 1523 por Fray Juan Hurtado de Mendoza. En 1643 se nombró a la Virgen de Atocha, por voto del reino, como protectora de la monarquía, siendo lugar de los festejos de la Corte. Se comenzó a construir la iglesia de San Sebastián bajo la dirección de Antonio Sillero. El convento de la Trinidad fue fundado en 1562 por Felipe II, encargándose de las obras de la iglesia el arquitecto Gaspar Ordóñez en 1547. Por orden de Felipe II se construyó en 1581 el Colegio de Nuestra Señora de Loreto para las niñas huérfanas. Existió también una penitenciaría para mujeres denominada La Galera, así como otros centros de reclusión de mujeres en la calle de Atocha como San Nicolás Bari (números 119 y 121).   
La ermita del Cristo de la Oliva, cercana al convento de la Virgen de Atocha y a la ermita de San Blas, poseía en su interior una imagen del Cristo de la Oliva, que fue muy admirado en los siglos XVII y XVIII. Se celebraba inicialmente el 3 de mayo una romería (romería del Cristo de la Oliva) que consistía en trasladarse a la ermita para adorar la imagen. Esta romería se trasladó posteriormente al 14 de septiembre. Existieron otras ermitas a lo largo de su recorrido como la ermita de San Juan (en sus cercanías se celebraban antiguamente corridas de toros), o la ermita de San Roque.

### De "camino de Atocha" a vía principal

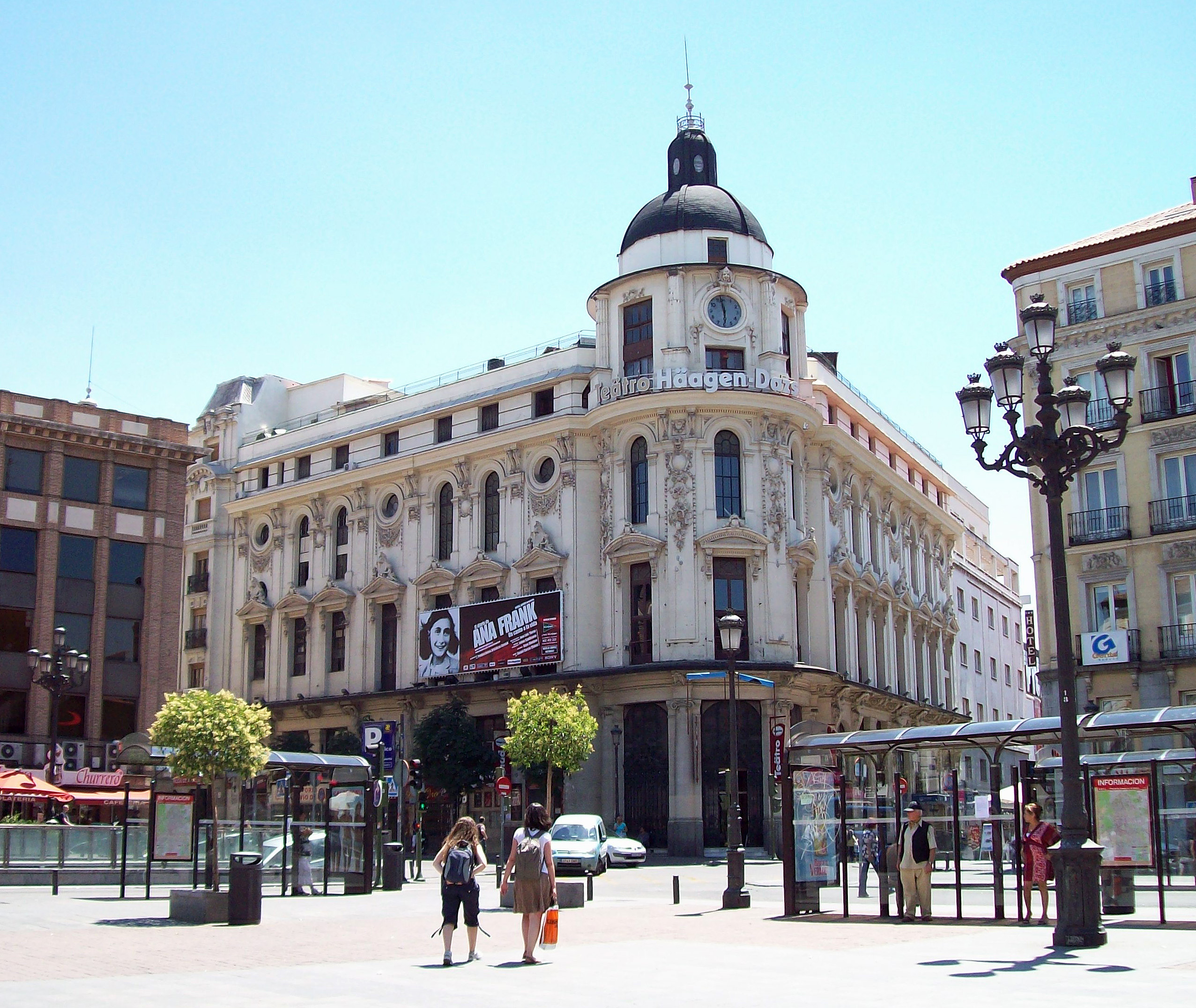
En la esquina que ocupa el Teatro Calderón estuvieron antes las trinitarias y el instituto industrial.

A comienzos del siglo XVI, 'la calle de Atocha' aparece ya en documentos administrativos de la Casa de Austria, aunque más conocida como camino de Atocha en la jerga popular. Inició su urbanización Francisco de Mora, el primer arquitecto municipal de Madrid, en 1592, como parte de un plan de reformas interiores ideado por Felipe II y su arquitecto Juan de Herrera. En 1610 se creó en la calle el Colegio de los Niños Desamparados y se trasladaron a él los niños que había en Recogimiento de Santa Isabel (fundado también con Felipe II).
En el palacio de Francisco de Silva y Mendoza comenzó a reunirse la Academia Selvaje, tertulia literaria fundada en 1612, a la que acudieron personajes de la talla de Miguel de Cervantes o Lope de Vega. Casi dos siglos después, se reunirá también en esta calle la Tertulia de la Fonda de San Sebastián, en la esquina con la calle de San Sebastián. 
En el número 87 de la calle estuvo la imprenta donde se hizo en 1604 la edición príncipe de la primera parte de El ingenioso hidalgo don Quijote de la Mancha. En 1780 se crea el colegio de Cirugía de San Carlos que se convirtió posteriormente en una facultad de medicina. En 1766, siendo rey Carlos III, tuvo lugar en Madrid y otros puntos de España la revuelta que ha pasado a la historia como motín de Esquilache, en la que se calcula que participaron alrededor de 40 000 personas y que cerca estuvo de poner en peligro la figura real. El inicio del motín estuvo en la calle Atocha, a la altura del actual Teatro Monumental. A lo largo de la calle circularon dos mil personas protestando en voz alta «¡Viva el Rey! ¡Viva España! ¡Muera Esquilache!» en dirección al Palacio Real. En la plaza de Antón Martín se coloca la Fuente de la Fama construida por Pedro de Ribera en 1732, posteriormente ya en 1941, fue trasladada a su actual emplazamiento, junto a una de las fachadas del antiguo Real Hospicio de San Fernando. Los comercios que se van instalando en la calle de Embajadores (gracias a los privilegios extendidos por las embajadas) extiende pronto su influencia a Atocha. Instante en el aparecen en la calle, artesanos, talleres y comercios. En cuanto a vecinos de ese periodo puede mencionarse, en el número 8, a  Simón Bolívar, hacia 1799. Antes, en 1788, se edificó el Real Colegio de Cirujanos, como ampliación de la Facultad de Medicina —a la que se accedía por el gran portón de Atocha— y el Hospital Clínico (que en el siglo XXI se convirtió en parte del Museo Nacional Centro de Arte Reina Sofía). Tal concentración hizo que la calle se poblara de pensiones para acoger a los numerosos estudiantes de medicina que venían a estudiar en San Carlos. También se edificaron palacios como el de los condes de Tepa, junto a la parroquia de San Sebastián, obra concluida en 1808.
Los primeros intentos de establecer un ferrocarril en Madrid se deben a las gestiones realizadas por el alcalde corregidor Marqués Viudo de Pontejos, que en 1829 intentó promover un proyecto con la intención de unir Aranjuez con Madrid mediante una vía ferroviaria. Los frutos de este intento hicieron que se inaugurase el denominado Embarcadero de Atocha el 9 de febrero de 1851. La denominación embarcadero era habitual en la época para definir a las primitivas estaciones ferroviarias. Esta inauguración daría pronto un mayor tránsito de vehículos y de protagonismo a la calle. La Compañía de los Ferrocarriles de Madrid a Zaragoza y Alicante (MZA) inauguró la estación en 1883. El héroe nacional filipino José Rizal funda en 1889 el periódico llamado La solidaridad (Atocha, 43). 
Se crea el Real Instituto Industrial de Madrid en 1850 con el carácter de escuela industrial superior, sustituyendo al Conservatorio de Artes, que había desarrollado su actividad como lugar de formación de artesanos. El profesorado y el material del Conservatorio pasaron al Real Instituto.  El Banco de Isabel II (precursor del Banco de España) fundado en 1844 por José de Salamanca y el conde de Santa Olalla tiene su sede en la calle de Atocha, a la altura de la plaza de Jacinto Benavente.

### SigloXX

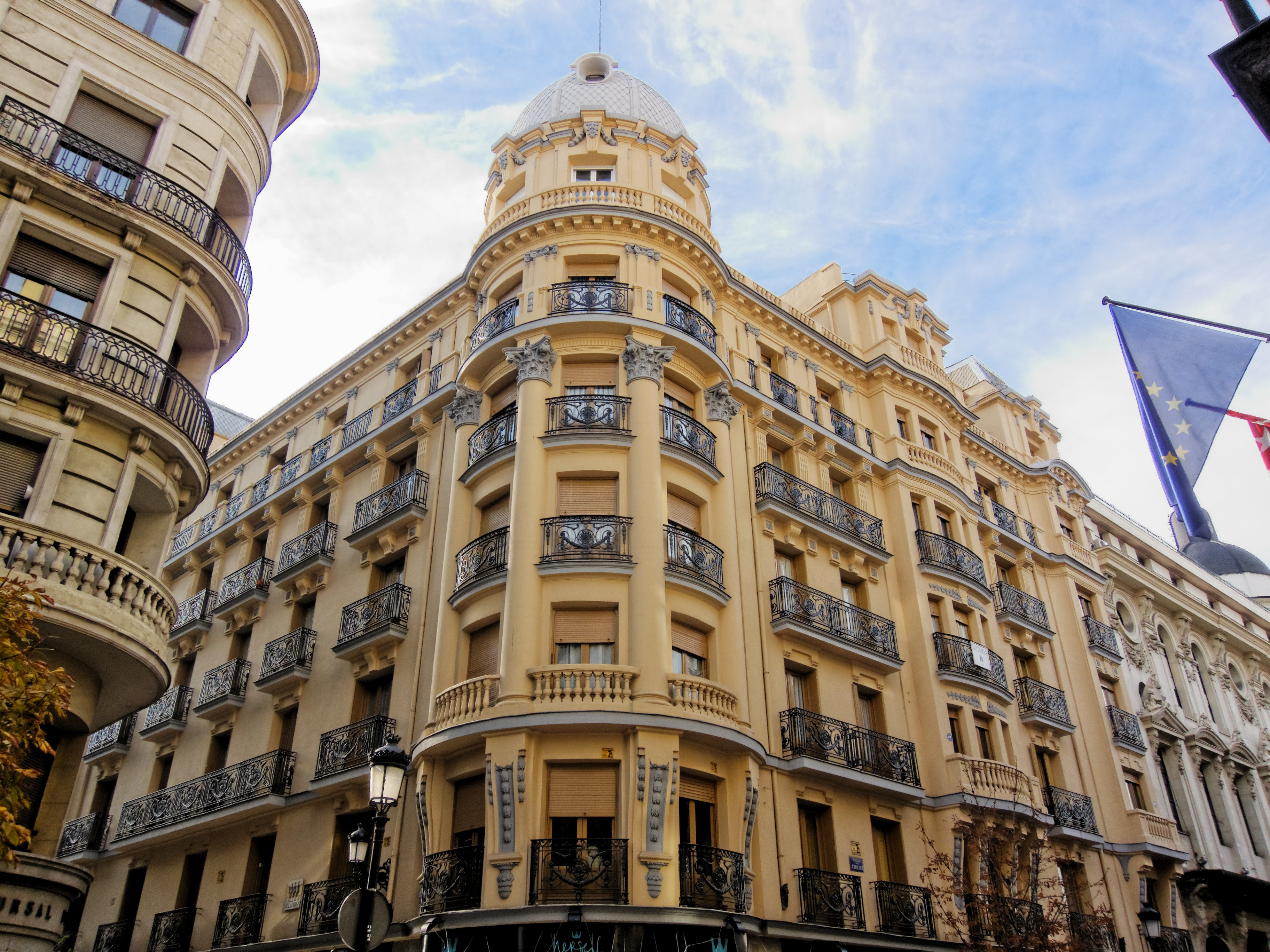
Arquitectura madrileña de la primera mitad del, en el número 20 de la calle Atocha

El siglo XX nace con la aparición de nuevos espacios de asueto. De esta forma, primero el teatro, y posteriormente el cine, ambos aparecerán con edificios especializados en el que reunir a gran cantidad de personas. El 18 de junio de 1917 se inauguró en la plaza de Jacinto Benavente el teatro Odeón (conocido como el Teatro Calderón) que fue posteriormente sede de la Orquesta Sinfónica de Madrid. En los años 1920 se abrió un cine (nª 37), el Monumental Cinema, que acabó siendo una sala de conciertos de la orquesta sinfónica de RTVE. Años antes (en 1900) se instaló en las cercanías, en el Pasaje Doré, el que fue cine Doré (cercano a la plaza de Antón Martín), cerrado en 1963 convirtiéndose posteriormente en la sede de la Filmoteca Española. Y en 1929 el Cine San Carlos ya muy cercano a la Glorieta (este cine se convertirá en una gran sala de fiestas y discoteca). La aparición del tranvía en Madrid afecta a la calle, con una línea permanente que une la estación de ferrocarril con la Puerta del Sol. Los primeros tranvías subían costosos debido a la gran pendiente de la calle.  
El nuevo medio de transporte denominado metro abre en las calles de Madrid la línea 1 del Metro de Madrid. Supone un primer tramo (Sol-Cuatro Caminos) que fue inaugurado en octubre de 1919 y otras dos líneas que empezaron a funcionar respectivamente en diciembre de 1921 (Sol- Atocha) y 1923 (Cuatro Caminos-Vallecas), Madrid se preocupaba ya del transporte urbano subterráneo. Es decir, cercano a la plaza del Emperador Carlos V, se abre en el año 1920 una estación de metro y un año después en la plaza de Antón Martín: estación de Antón Martín. A finales de diciembre de 1921 entra en servicio la línea de metro Sol-Atocha, itinerario realizado ya por el tranvía (de tracción animal hasta que fue electrificado en 1901) desde 1877. Tras la Guerra Civil, las instalaciones del metro quedan maltrechas. En la calle se hallaba el colegio al que asistió Blas de Otero, en su primera estancia en Madrid. El poeta dejó constancia de la calle en sus escritos.
En 1968 el intenso tráfico existente en la zona cercana a la Glorieta de Atocha, obliga a la solución de construir un paso elevado para los coches. El denominado Scalextric de Atocha estuvo en funcionamiento hasta que en 1985 el alcalde Enrique Tierno Galván decide su eliminación. Se produjo un atentado terrorista cometido por ultraderechistas la noche del 24 de enero de 1977, en el marco del llamado terrorismo tardofranquista. Cinco sindicalistas fueron asesinados, marcando la transición española iniciada tras la muerte del dictador Francisco Franco. La calle es frecuentemente lugar de protestas y manifestaciones que se dirigen a la puerta del Sol. Fue el eje de salvamento durante los atentados del 11 de marzo de 2004.

## Trazado, edificios y cultura popular

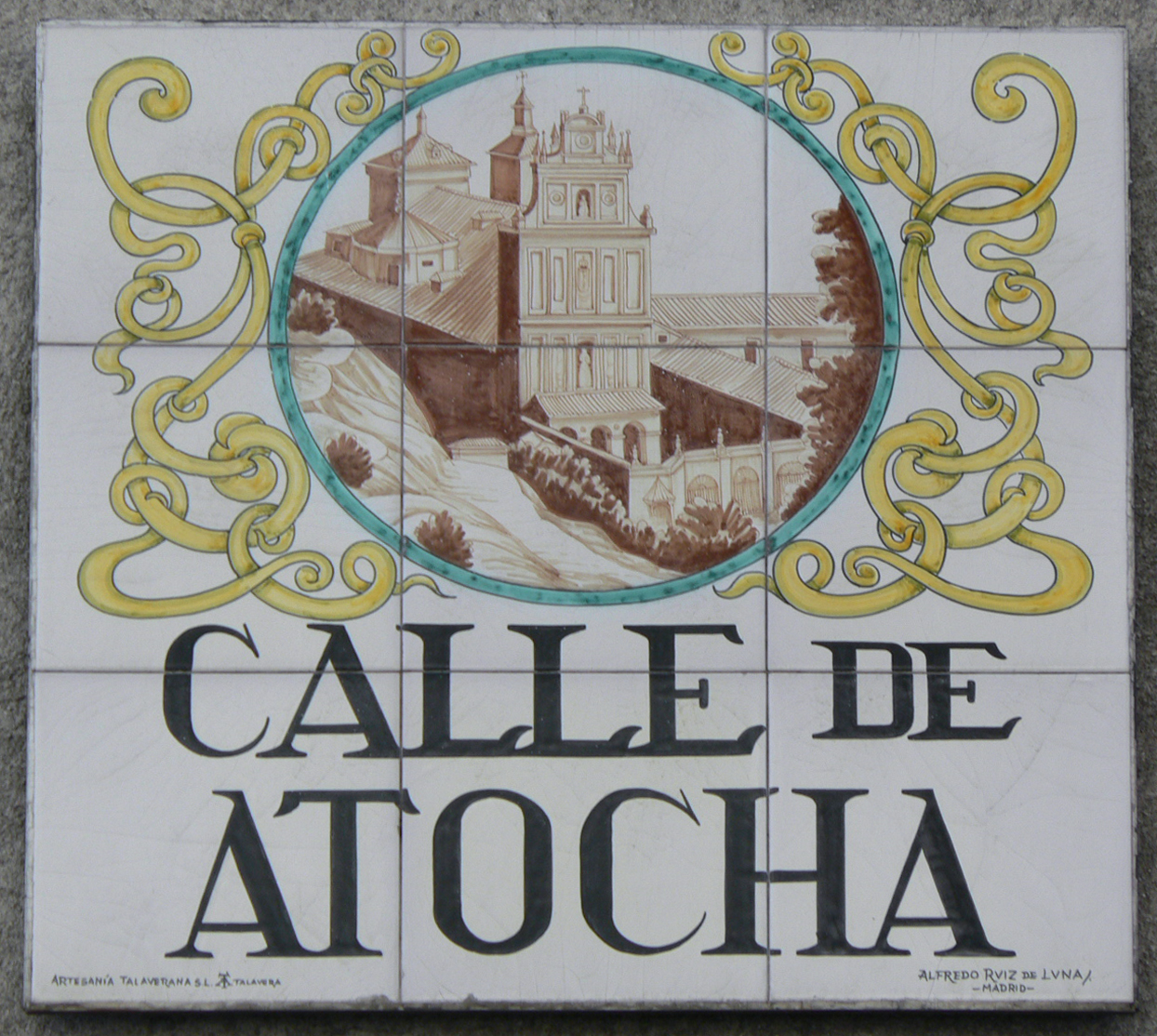
Placa de azulejos del Callejero Histórico, obra del ceramista Ruiz de Luna.

Históricamente la calle comenzaba en la plaza Mayor e iba descendiendo hasta las afueras de la ciudad hasta la  ermita-santuario de la Virgen de Atocha, luego Glorieta de Atocha. En su suave descenso hacia la vertiente del Prado se ensancha en varias plazas, sucesivamente: la plaza de la Provincia, lugar donde se encuentra el Palacio de Santa Cruz, la de Jacinto Benavente, la de Antón Martín y, al final de la calle, la plaza del Emperador Carlos V. El antiguo camino de romería hacia el santuario de la Atocha acabaría convertido en una popular, céntrica e histórica vía uniendo el casco histórico con la estación de ferrocarriles. 
Remontando la calle hacia su origen pueden verse arquitecturas curiosas como el cine San Carlos, obra de Eduardo Lozano, convertido en macrodiscoteca.
Abajo, en la glorieta de Atocha, confluyen el paseo del Prado que hace esquina con el Jardín Botánico y la cuesta de Moyano, el paseo de Santa María de la Cabeza, el paseo de las Delicias, la ronda de Valencia (formando el denominado el denominado tridente Barroco). Y en su entorno se conservan, aunque transformados o reformados, el Hospital Clínico San Carlos (sede del Ministerio de Administración Pública). 
A lo largo de los siglos ha sido zona de residencia de los estudiantes de medicina de la Escuela de Cirugía de San Fernando hasta comienzos del siglo XX (cuando se inauguró la Ciudad Universitaria). En 1850, con la instalación del Embarcadero de Atocha (que se convertiría en la estación de ferrocarriles principal de la ciudad), llegarían las fondas para viajantes, los hoteles y los locales de espectáculos o de reunión como el desaparecido Liceo Ríus. 

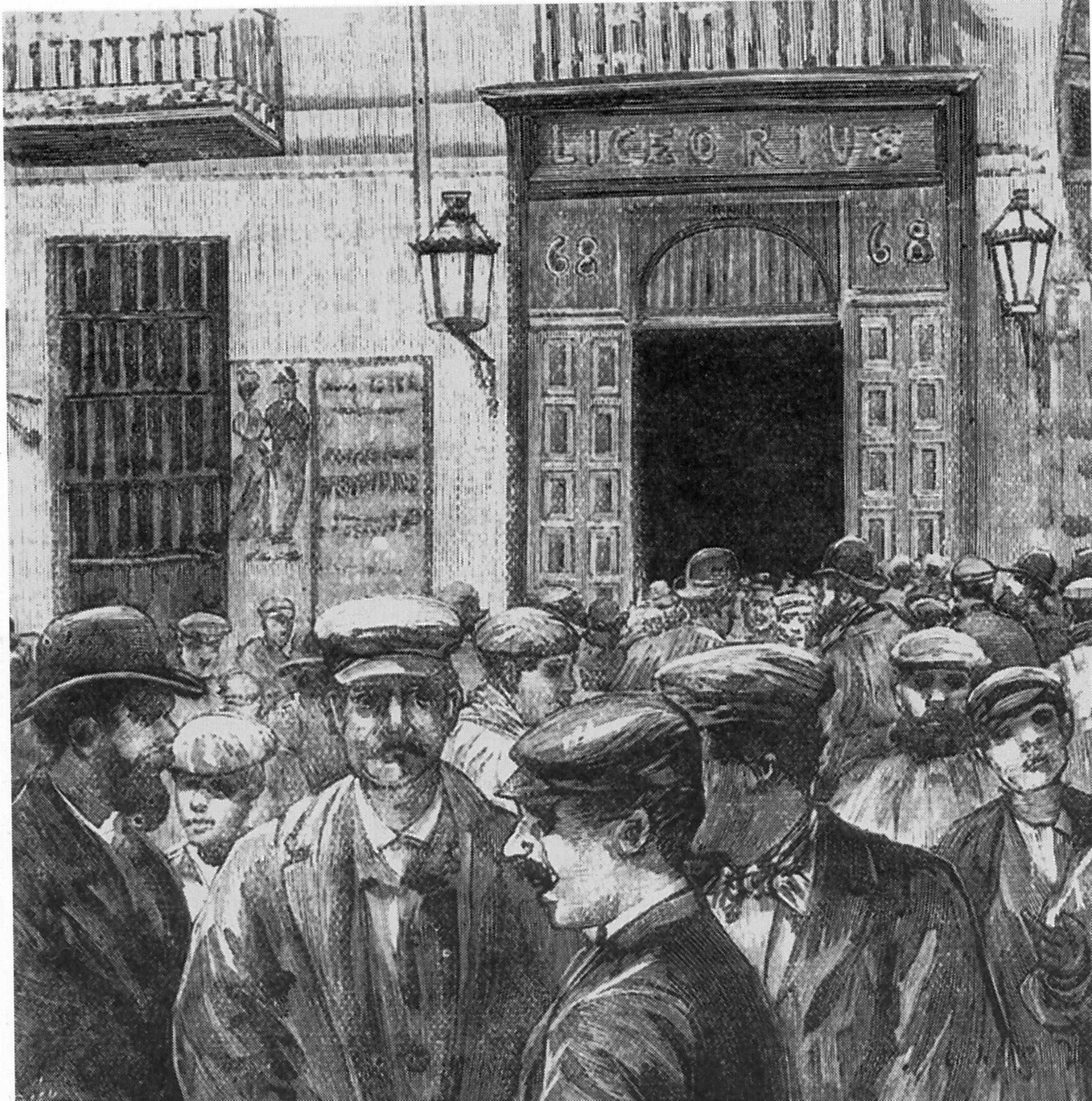
El portal del popular Liceo Ríus, en un grabado de Juan Comba, publicado en 1890.

El periodo de la Transición dejó en la plaza de Antón Martín el monumento 'El Abrazo', escultura de Juan Genovés dedicada a la matanza de Atocha de 1977. En los siglos XX y XXI, Atocha forma parte del recorrido tradicional de las manifestaciones sociales más diversas que suceden en la capital.

### Esperanto
En el número 98, 4.ª planta, se crea en los años 1980 el Liceo Madrileño del Esperanto (Madrida Esperanta Liceo o MEL), lugar de referencia del movimiento esperantista español. Se imparten clases gratuitas del idioma internacional y es un espacio de encuentro habitual de todos los hablantes del Esperanto en España. Actualmente el edificio sigue existiendo aunque ha sido reformado en su totalidad y los esperantistas de Madrid se reúnen en calle Rodríguez San Pedro.

### En la literatura
Lope de Vega la menciona en la La Dorotea (1632) y en El acero de Madrid. Ya en el siglo XIX, Benito Pérez Galdós pone en ella algunas de los mejores pasajes de su novelística y otro tanto ocurre en la de Pío Baroja y una larga lista de nombres importantes de la literatura española del siglo XX, como Ignacio Aldecoa, en el relato Young Sánchez.